# X̱
Cette page contient des caractères spéciaux ou non latins. S’ils s’affichent mal (▯, ?, etc.), consultez la page d’aide Unicode.
Ne doit pas être confondu avec la lettre cyrillique Х̱.
X̱ (minuscule : x̱), appelé X macron souscrit, est un graphème utilisé dans l’écriture du gitksan, du kwak’wala, du nisgha, du saanich, du samish, du sechelt, du squamish, du tlingit (orthographe d’Alaska), du zapotèque de Cajonos, du zapotèque de Yateé et du zapotèque de Yatzachi. Il s’agit de la lettre X diacritée d’un macron souscrit.  Il n’est pas à confondre avec le X trait souscrit ‹ X̲, x̲ ›.

## Utilisation
En zapotèque de Yateé écrit avec l’orthographe de la SIL, le x macron souscrit est utilisé pour représenter une consonne fricative rétroflexe sourde [ʂ].

## Représentations informatiques
Le X macron souscrit peut être représenté avec les caractères Unicode suivants :
- décomposé (latin de base, diacritiques) :

| formes    | représentations | chaînes de caractères | points de code | descriptions                                          |
| --------- | --------------- | --------------------- | -------------- | ----------------------------------------------------- |
| capitale  | X̱               | X◌̱                    | U+0058 U+0331  | lettre majuscule latine x diacritique macron souscrit |
| minuscule | x̱               | x◌̱                    | U+0078 U+0331  | lettre minuscule latine x diacritique macron souscrit |